# سید جعفر ابطحی
سید جعفر ابطحی سیاست‌مدار ایرانی بود، که در  دوره بیست و یکم   بعنوان نماینده شیراز در مجلس شورای ملی حضور داشت.